# Blutbad von Södel
Als Blutbad von Södel wird eine gewalttätige Aktion von Soldaten des Großherzogtums Hessen gegen Bewohner des Dorfes Södel und des damaligen Fleckens Wölfersheim am 1. Oktober 1830 bezeichnet.

## Forschung
Der Aktenbestand zur oberhessischen Revolution im Hessischen Staatsarchiv Darmstadt verbrannte im Zweiten Weltkrieg. Aus Unterlagen, Augenzeugen- und Zeitungsberichten usw. kann trotzdem ein recht genaues Bild dieser Rebellion im Vormärz gezeichnet werden.
Lange wurden den Rebellen weitgehend wirtschaftliche Motive unterstellt. Sie wurden im späten 19. Jahrhundert als „gemeinster Pöbel“ und „Auswurf der Menschheit“ diffamiert. Dieses Bild wurde mittlerweile korrigiert. Manfred Köhler verweist darauf, dass die Rebellen die politische Losung „Freiheit und Gleichheit“ gewählt hatten. Diese Losung bestätigen auch die Augenzeugenberichte des Blutbades von Södel.

## Vorgeschichte
Ursache von Protesten im Großherzogtum Hessen war die Misere, in der sich die Landbevölkerung dieser Tage befand. Besonders in der Provinz Oberhessen waren doppelte Steuern zu zahlen, einmal für den Staat und einmal für die Standesherren. Ein rasches Bevölkerungswachstum und Missernten sowie Zölle belasteten außerdem die Bevölkerung. Mit dem Beitritt des Großherzogtums Hessen zum preußischen Zollverein erhöhte sich die Anzahl der Zölle. Besonders der Handel mit Kurhessen und Frankfurt wurde erschwert. Deshalb entstanden Zollunruhen.
Der Södler Pfarrer Georg Ludwig Theodor Eigenbrodt schrieb in seinem zweiten Bericht über die damaligen Ereignisse:
„Das Jahr 1830 zeichnet sich durch ein Ereigniß eigener Art aus. In diesem Jahre waren … auch die Kurhessen durch die Verjagung des Königs Karl X. von Frankreich in großer Aufregung und zwangen ihren Kurfürsten, eine Constitution einzuführen; kündigten aber besonders in Hanau den dasigen und anderen nahen Zollstätten den Krieg an …“
Diese Bewegung im September 1830, auch Kartoffelkrieg genannt, griff schnell vom kurhessischen Gebiet auf die Provinz Oberhessen über. Nach Hans-Joachim Müller sollen daran ca. 6.000 Bauern, Handwerker und Arbeiter beteiligt gewesen sein.
In Büdingen hatten sich Handwerker und Bauern mit Ruf „Es lebe Freiheit und Gleichheit!“ schon am 19. September versammelt. Von dort aus zog ein Haufen am 29. September durch die Grafschaft Ysenburg bis Ortenberg los. In allen Ortschaften verfuhr man mit den standesherrlichen Beamten, den Pfarrern und den Rentbeamten auf die gleiche Weise. Die erbeuteten Papiere wurden verbrannt. In Ortenberg teilten sich die Rebellen in zwei Gruppen, die in Nidda erneut zusammentrafen. Auf dem Weg zum nächsten Ziel Friedberg kam in Bingenheim ein dritter Zug aus Glauburg hinzu.
Ab diesem Zeitpunkt nannten sich die Revolutionäre „das Schwarze Korps“. Der Bingenheimer Rentamtmann hatte die Flucht ergriffen, auf dem Schlosshof und im Schloss Bingenheim zündete man Feuer an. Am Nachmittag des 30. September traf ein Deserteur auf dem Hof Grass bei Hungen ein, wo er früher als Knecht gedient hatte, und warnte den Verwalter, man wolle gegen 10 oder 11 nachts, über Echzell und Berstadt kommend, auf dem Hof Akten verbrennen. Der Hof gehörte damals dem Staatsminister Karl du Thil. Erst der Kohdener Schneider Georg Wagemann, der von Salzhausen mittags in Bingenheim eintraf, beendete das Chaos und ließ die Feuer löschen.

## Verlauf
Der Södler Pfarrer schrieb einen Bericht an den Generalmajor Zimmermann, der die über Friedberg heranrückenden hessischen Truppen kommandierte:
„… betreff den in der Nacht vom 30. Sept. auf den 1. Oct. durch eine Rebellenbande in meiner Wohnung verübten Excesse. Daß und wie ein aus einigen Hunderten bestehender Haufen Banditen von Wölfersheim hier unter wüthendem Geschrey und dem Rufe: ‚es lebe die Freiheit‘ gestern gegen 10 Uhr abends in unser Dorf eingerückt sey und unter teuflischem Geschrey des Burgermeisters Amt- und Privatpapiere verbrannt habe, und wie diese Cannibalen, vom Rauche des zu Bingenheim und Wölfersheim bereits verbrannten Papieres gleich schwarzen Teufeln grässlich jubelnd im Kreiße standen, vom in der Mitte brennenden Feuer beleuchtet; und wie die jüngeren Bewohner, aus Furcht, mitgenommen zu werden, sich anfangs geflüchtet hatten, weil die Bande ihre noch hinterwärts aufgestellt seyn sollende Zahl als furchtbar angaben, wird der hiesige Burgermeister selbst berichtet haben … Nach beynahe beendigtem Auto da Fé bey dem Burgermeister ging ein Theil der Bande nach Melbach.“
Von den Ereignissen in Wölfersheim existiert ein Aquarell des Frankfurter Malers F. A. Ramadier († 1833). Dieses zeigt, wie Bewaffnete über die Brücke am Weißen Turm in den Ort eindringen.
„Im Mittelpunkt der aquarellierten Federzeichnung vorn ist eine Frau mit Zinnkrug zu erkennen, die einem mit Säbel bewaffneten Mann in langem blauen Mantel einen Trinkbecher reicht. Zur Gruppe gehört ein weiterer Mann, der die Trikolore schwenkt … Auf ihn richtet ein Herr in Kniebundhosen seinen Säbel. Er stellt vermutlich einen Adligen oder Beamten dar, der sich den Anführern entgegenstellt. Im Hintergrund nahen fünf weitere Revolutionäre, mit geschulterten Dreschflegeln.“
Das Bild ist auf 1830 datiert. Der Künstler schreibt dazu: „Wölfersheim in der Wetterau. 2 Stunden von Friedberg, wo die Rebellen im Spätjahr 1830 von Großherzoglichem Darmstädtischen Militair geschlagen wurden.“ Ramadier nennt die Szene „nach der Natur gezeichnet“.
Die inzwischen schon untereinander zerstrittenen Aufständischen wurden aber von Einwohnern aus Melbach, Södel und Wölfersheim angegriffen und vertrieben, nachdem sie in die genannten Orte schon einmarschiert waren. Der Unterförster Bender verhaftete einen Tambour der Rebellen „und gab damit den ersten Anlass zur kräftigsten Gegenwehr“.
Neun Aufständische wurden gefangen genommen, darunter auch ihr angeblicher Anführer, der Schneider Georg Wagemann. Der Rentmeister der Schenk zu Schweinsberg in Melbach, Johann Georg Konrad Leopard, schrieb, dass „ein Schwarm Aufrührer oder Meuterer“ seinen Wohnort überfiel, die Meuterer aber von den eigenen Leuten gemeinsam mit den Wölfersheimern und Södlern „solche Schläg bekamen, daß manche von denselben dem Tode nahe waren“.
Für Manfred Köhler war Pfarrer Eigenbrodt die treibende Kraft für den Widerstand gegen die Rebellen, und er nennt deshalb „die Ereignisse, die sich am folgenden Tage … abspielten“, für den Geistlichen „um so unverständlicher“.
Die Regierung reagierte nach Bekanntwerden der Unruhen mit der Entsendung von Militär und der Verhängung des Standrechts gegen „Rotte fremder Insurgenten“. Personen, die mit einer Waffe angetroffen wurden, sollten von einem Standgericht verurteilt werden. Den Oberbefehl über die Truppen übernahm Prinz Emil von Hessen. In einem Aufruf aus Vilbel am 1. Oktober 1830 richtete er sich an die „biederen Bewohner der Provinz Oberhessen“:
„Die mir anvertraute Militärmacht, welche bereits innerhalb eurer Grenzen steht, ist stark genug, um die Empörer zu unterdrücken und jedem rechtlichen Bürger Schutz zu gewähren.“
Auf die Meldung, dass hinter dem Dorf mehrere Aufständische entdeckt worden seien, wurden Chevaulegers aus Butzbach in Marsch gesetzt. Ein anderer Teil der Truppen marschierte in Södel ein. Pfarrer Eigenbrodt betont, dass ein Teil der Soldaten betrunken gewesen sei, als sie in Södel eintrafen. In besonderem Maße verurteilt er die Schuld der Offiziere.
Auf dem „Freien Platz“, heute „Kirchplatz“, waren viele Einwohner von Wölfersheim und Södel versammelt. Dort befahl ein Offizier die Verhaftung eines anwesenden großherzoglichen Soldaten des 4. Landwehrregiments in Uniform, weil er glaubte, dieser sei desertiert. Auch weitere Personen wurden ohne ersichtlichen Grund als Verdächtige verhaftet. Dies löste Unmut unter der Bevölkerung aus. Pfarrer Eigenbrodt:
„Man würgte die Männer, als wolle man ihnen den Hals zerbrechen, man schlug, stach, trat sie. Ein sehr braver Mann – der Unterförster – wurde mit Säbelhieben und Stichen verwundet, dann im Galopp von den Reitern vors Dorf geschleppt, dort am Kopfe so gehauen, daß Gehirn und Augapfel blos lagen, als man ihn ohnmächtig fallen ließ, wurde noch zweimal auf ihn geschossen …“
Der Unterförster Johann Caspar Bender starb am 5. Oktober „in folge eines beklagenswerten Mißverständnisses, und ganz unschuldig am Kopf schwer verwundet.“
Einem Einwohner, der sich hinter Bohnenstangen verstecken konnte, schoss man hinterher, ohne ihn zu treffen. Allerdings wurden die Schüsse von den übrigen Soldaten als Angriff auf sie gewertet, so dass man nun die Einwohner von Södel und die dort befindlichen Wölfersheimer jagte. Man durchlöcherte ein Scheunentor, weil sich dahinter ein Mann versteckt hatte, der aber unverletzt blieb. Den Wölfersheimer Küfermeister Carl Schneider erwischte man außerhalb des Ortes und ließ ihn liegen, nachdem er zusammengeschlagen wurde, dann schoss ihm ein Reiter in den Unterleib. In seinem Sterbeeintrag nahm der Wölfersheimer Pfarrer Bus auch deutlich Stellung zu dem Gewaltexzess der Soldaten.
Einem Handwerker aus Wölfersheim wurde die Hand so zerschlagen, dass er berufsunfähig wurde. Einen alten Södeler Mann, der Äpfel pflückte, traf die Kugel in den Hals.
Gezielt schlug man mit den Säbeln auch nach Frauen und Kindern; eine hochschwangere Frau aus Södel wurde auf diese Art erheblich misshandelt. Als der Södeler Bürgermeister Johannes Hensel der Soldateska Einhalt gebieten wollte, wurde auch er bedroht und konnte sich nur noch in einen mit Schlamm gefüllten Graben fliehen. Schließlich demolierte man das Haus zweier armer Familien vollständig, weil man eine aufgefundene Axt für ausreichend erachtete, den einen Mann der Rebellion zu beschuldigen.
Der Soldat, den man festgenommen hatte, wurde so sehr misshandelt, dass er 14 Tage im Spital behandelt werden musste. Ein Einwohner aus Södel wurde zwar körperlich gesund, verlor aber über die Ereignisse seinen Verstand.
Eine Quelle nennt zwei Tote und sechs Verwundete. Nach dem Bericht Karl Buchners in der Allgemeinen Zeitung waren die Soldaten „großenteils betrunken … Nach dem Militärgesetz ist das Sich-Betrinken schon an sich eine Schuld; es entschuldigt also nicht einmal – und dann die Offiziere!“
Wölfersheim entging nur knapp dem gleichen Schicksal. Auch hier schoss ein Reiter aus Unachtsamkeit mit seinem Karabiner. Wieder wollte man dies als Angriff auf die Soldaten werten, doch gelang es hier dem Wölfersheimer Oberleutnant, Adjutant des 28. Landwehr-Regiments und Bürgermeister Johann Ernst Heyer durch beherztes Auftreten noch Schlimmeres zu verhindern. Hier soll ein Offizier gesagt haben: „Zu Södel hat man sie wie Vögel von den Bäumen geschossen.“

## Nachspiel
Der Kommandeur entschuldigte sich umgehend für das Missverständnis. In der Presse war dagegen einige Tage später zu lesen, dass die Soldaten gegen Rebellen vorgegangen seien, ohne dass über den Irrtum berichtet wurde. Die Standesherrschaft Solms-Lich, in der Södel lag, hatte sich an den Prinzen Emil gewandt und den Wunsch nach einem Militärgerichtsverfahren gegen die schuldigen Militärs geäußert. Der Prinz antwortete, dass solche Vorkommnisse bei der Niederschlagung von Unruhen unvermeidlich seien und der Ort sich mit der Versicherung zufriedengeben sollte, dass es sich um ein unglückliches Missverständnis gehandelt habe. Über die schleppende gerichtliche Untersuchung zunächst vor den Zivil- und später den Kriegsgerichten erhob sich in der Öffentlichkeit Unmut. Die Behauptung, dass man gegen Rebellen vorgegangen sei, wurde erst viele Monate später zurückgenommen. 23 Soldaten wurden schließlich angeklagt, davon zwölf freigesprochen, u. a. auch zwei Offiziere, Hauptmann von Bechtold und Leutnant Beck. Ein Chevauxlegers-Korporal wurde zu drei Jahren Zuchthaus verurteilt, ein Offizier zu sechs Monaten Festungshaft.
Die publizistische Aufdeckung des Blutbads von Södel erfolgte durch den Darmstädter Juristen und Journalisten Karl Friedrich August Buchner. Erst Manfred Köhler hat auf die Bedeutung Buchners in diesem Zusammenhang hingewiesen. Buchners Bericht „Zur Geschichte der Unruhen in Oberhessen“ in der Allgemeinen Zeitung beruhte auf Augenzeugenberichten und Informationen von Friedrich Wilhelm Schulz und wurde auch von Pfarrer Eigenbrodt als korrekt bezeichnet.
In der Allgemeinen Zeitung heißt es: „Die meisten Verhaftungen von Aufrührern fanden durch einzelne Gemeinden selbst, ohne Auftrag statt; von diesen Gemeinden sind besonders zu nennen: Södel, Wölfersheim, Melbach, Florstadt.“ „Bloß gelegentlich ihrer wurde Blut vergossen, aber kein Rebellenblut, nicht zum Vollzuge der Martialgesetze.“ Das Martialgesetz wurde am 1. Oktober 1830 erlassen. und durch eine Verordnung am 23. Oktober 1830 wieder zurückgenommen.
Eine Woche nach den Ereignissen in Södel traf eine Delegation des Ortes beim Großherzog in Darmstadt ein. Der Landrichter des Bezirks Lich leitete eine Untersuchung ein.
„Gleich im Anfang erschien der Ober-Appellationsgerichtsrat von Hombergk aus Darmstadt, im Staatsministerial-Auftrage, nebst einem Aktuar, in den insurgierten Gemeinden, aber seine Aufgabe war nur, eine von verschiedenen Landgerichten vorzunehmende polizeiliche Untersuchung zu leiten.“
Buchners Bericht widerlegte völlig die Darstellung in einem Extrablatt der Großherzoglich Hessischen Zeitung vom 3. Oktober 1830, in der behauptet wurde, man habe zu Södel Rebellen verfolgt und geschlagen. Eine Klarstellung dieser auch in anderen Zeitungen verbreiteten Unwahrheit erfolgt erst 1831.
Hart erging es den verhafteten Rebellen. „Der Gefangenen saßen an verschiedenen Orten wohl gegen 200.“ Der Schneider Wagemann aus Kohden wurde zu 15 Jahren Zuchthaus im Marienschloss Rockenberg verurteilt. Nach Verbüßung der Haftstrafe soll er mit Frau und Kindern nach Amerika ausgewandert sein.

## Rezeption
Den Ereignissen in Södel kommt besondere Bedeutung zu, da sie einer der Gründe waren, aus denen Georg Büchner in Gießen die Gesellschaft für Menschenrechte gründete. Er verfasste die Flugschrift Der Hessische Landbote, die Friedrich Ludwig Weidig aus Butzbach überarbeitete. Im Landboten prangerten sie unter anderem an, dass die Revolte durch Soldaten niedergeschlagen wurde, die selbst aus den Reihen der Landbevölkerung stammten und von deren Steuern bezahlt wurden:
„Für jene 900.000 Gulden müssen eure Söhne den Tyrannen schwören und Wache halten an ihren Palästen. Mit ihren Trommeln übertäuben sie eure Seufzer, mit ihren Kolben zerschmettern sie euch den Schädel, wenn ihr zu denken wagt, daß ihr freie Menschen seid. Sie sind die gesetzlichen Mörder, welche die gesetzlichen Räuber schützen, denkt an Södel! Eure Brüder, eure Kinder waren dort Brüder- und Vatermörder.“
Weidig brachte 1831 unter dem Eindruck der Ereignisse ein Teutsches Gesangbuch heraus und widmete es „Zum Beßten der am 1ten October 1830 unglücklich gewordenen Familien zu Wölfersheim und Södel.“
Was am 1. Oktober 1830 in Södel geschah, wurde von Zeitgenossen, aber auch später nur falsch oder ungenau wiedergegeben. Der Solms-Braunfelsische Sekretär Kießling in Hungen schrieb, „das Militär sei zu Södel und Wölfersheim in seinem Marsche aufgehalten worden, indem diese Gemeinden sich den Truppen mit Waffen widersetzt hätten.“ Selbst Büchners Schwester Luise Büchner bleibt missverständlich:
„Der Prinz Emil, ein Bruder des Großherzogs, wurde nach Oberhessen entsendet, und drei Militärcolonnen sollten den Aufstand einschließen, als ein blutiges Zusammentreffen bei dem Dorfe Södel die Sache schnell beendigte, aber auch eine furchtbare Erbitterung zurückließ.“
Auch der offizielle Katalog der Ausstellung zum 150. Jahrestag des Hessischen Landboten stellt die Ereignisse noch ungenau dar:
„Am 30. September wird die Aufstandsbewegung, die sich unter Trommelwirbel und Freiheitsrufen dem oberhessischen Regierungszentrum Gießen nähert, von Butzbacher Chevaulégers unter Befehl des Prinzen Emil bei dem Dorf Södel blutig niedergeschlagen.“